# Statek Lüftnerka
Statek Lüftnerka pochází z 19. století. Leží na skále v Zoologické a botanické zahradě Plzeň. Jedná se o viniční statek z roku 1874, který nese název po svém zakladateli sládku Josefu Lüftnerovi.

## Historie
Již před rozpadem habsburské monarchie roku 1918 byla hospodářská usedlost Lüftnerka využívána jako školní statek rolnicko-mlékárenské školy. Roku 1921 bylo dohodnuto, že statek přejde pod Vyšší hospodářskou školu, jež roku 1924 našla své stálé místo nedaleko na křižovatce Plaské a Karlovarské třídy. Přestavba objektu, která měla být završena adaptací na žákovské internáty, byla omezena atypickou polohou na hraně příkrého svahu Vinic.

Stavební výbor pověřil v roce 1926 architekty Čeňka Musila, Theodora Petříka a Hanuše Zápala, aby do konce roku předložili své návrhy na přestavbu Lüftnerky. Nakonec byl jednomyslně vybrán Zápalův projekt. V otázce řešení interiéru měl být nápomoc i Petřík. Mezi léty 1929–1931 byl projekt realizován. Na jihozápad byl situován obytný dům s kancelářskými prostory, na který navazovala vstupní brána, vedle níž byly postaveny umývárny s šatnami a studentskými dílnami, jež zahrnovaly taktéž vepřín. Západní část areálu obsadilo ustájení hovězího dobytka. I přes odlehlost byl školní statek napojen jak na kanalizaci, tak na elektřinu, a proto byly do budov vestavěny nákladní výtahy a visuté vozíky. Inspiraci čerpal Zápal mimo jiné ze Santiniho dvorců na Plassku. 9. října 1932 byla Lüftnerka předána k užívání.

V roce 2004 se začal statek rekonstruovat. 31. srpna 2004 byl podán návrh na prohlášení statku kulturní památkou, avšak 21. července 2008 došlo k zamítavému rozhodnutí. Roku 2006 bylo založeno Environmentální centrum Lüftnerka, které financoval Státní fond životního prostředí České republiky. V současnosti statek vlastní ZOO Plzeň a prezentuje v něm tradiční venkovský život.